# پلا (حوزه سرشماری)، ویسکانسین
پلا (به انگلیسی: Pella) یک منطقهٔ مسکونی در ایالات متحده آمریکا است که در Pella واقع شده‌است. پلا ۱۸۵ نفر جمعیت دارد و ۲۶۴٫۸۷ متر بالاتر از سطح دریا واقع شده‌است.